# Ernesto Valverde
Ernesto Valverde Tejedor (Viandar de la Vera, 9 de fevereiro de 1964) é um treinador de futebol e ex-futebolista espanhol que atuou como ponta. Atualmente, está no Athletic Bilbao, clube onde é bem reconhecido como jogador e como técnico. Também tem patamar similar no Espanyol, clube onde disputou, tanto como jogador como também como treinador, a final da Liga Europa da UEFA. Foi igualmente jogador e treinador também no rival Barcelona, único clube em que pôde ser campeão em ambas as carreiras.

## Jogador

### Em clubes
Embora nascido na província de Cáceres, na fronteira com Portugal, Valverde se criou em Vitoria-Gasteiz, em outra extremidade do território espanhol, no País Basco. Nessa região, também iniciou a carreira de jogador - inicialmente, no San Ignacio, na própria Vitoria-Gasteiz, eventualmente passando a outro clube da mesma cidade, o Alavés. Com apenas 18 anos, foi promovido ao time principal dos Babazorros, então na Segunda Divisão Espanhola. Após três temporadas, rumou a outra equipe basca, o Sestao, onde consolidou-se naquela divisão.
Do Sestao, no verão de 1986 chegou ao Espanyol, inicialmente sem alarde; Javier Clemente, antiga figura histórica no Athletic de Bilbao mesmo não tendo ancestralidade basca, ainda que nascido na região e eventualmente assimilado como culturalmente basco, treinava o clube catalão àquela altura. Confiando no reforço, Clemente havia pedido expressamente pela chegada de Valverde.
Valverde desempenhou-se como jogador em duas grandes temporadas nos pericos, as de 1986-87 e de 1987-88, como um ponta-direita com velocidade, astúcia, profundidade, bons cruzamentos e piques - segundo perfil dele em dicionário publicado em 2018 sobre todos os jogadores que defenderam o Espanyol em La Liga até então. Na de 1986-87, o clube foi o terceiro colocado nela; e saiu por um momento da sombra do rival Barcelona especialmente na temporada de 1987-88, na qual foi vice-campeão da Liga Europa da UEFA. Na trajetória até a decisão, o chamado Euroespanyol eliminou o Borussia Mönchengladbach, o Milan de Ruud Gullit e Marco van Basten, a Internazionale, dentre outros.
Na final, os blanquiazules pareciam campeões ao vencer por 3-0 no estadi de Sarrià o jogo de ida contra o Bayer Leverkusen, mas o adversário conseguiu uma vitória igual na Alemanha Ocidental e triunfar nos pênaltis. A boa temporada rendeu transferência de Valverde ao próprio vizinho Barcelona, em negócio de 200 milhões de pesetas. No rival, também jogaria por duas temporadas, mas sem conseguir o mesmo brilho individual, apesar dos títulos sob Johan Cruijff. O ex-clube, por sua vez, abalado pelo anticlímax da derrota continental e sem Valverde, acabaria imediatamente rebaixado ao fim da temporada 1988-89, ainda que conseguisse retornar imediatamente à primeira divisão na temporada seguinte.
Sem triunfar no Barça, Valverde foi em 1990 novamente requisitado por Javier Clemente, que agora voltava a trabalhar no Athletic. Ter crescido no País Basco e se formado em clubes locais permitira que o ponta, mesmo sem origens bascas, fosse admitido pelos bilbaínos, famosos por uma política de restringir-se a jogadores locais ou a descendentes de bascos. Valverde, inclusive, era conhecido no futebol por um apelido em língua basca, Txingurri, que significa formiga, e eventualmente acabaria admitido na própria seleção basca também.
Valverde ficaria por seis temporadas no estadio de San Mamés e, mesmo sem títulos, foi reconhecido como um dos melhores jogadores que os Leones tiveram desde que conquistaram tanto La Liga como a Copa do Rei pela última vez, ambas ainda em 1984: foi avaliado como um atacante hábil e movediço, destacado por sua velocidade e inteligência nos últimos metros, com capacidade para jogar de segundo atacante em um esquema tático de 4-4-2; ou como ponta-direita em um 4-3-3, como um festejado tridente armado com Julen Guerrero e José Ángel Ziganda; ou ainda como homem de referência para encontrar espaços nas costas da defesa adversária, segundo descrições de seu perfil em dicionário de jogadores dos bilbaínos publicado em 2017; o mesmo perfil o elogia como alguém de rendimento regular e grande clarividência frente ao gol, superando 10 gols por campeonato nas temporadas 1990-91 (14) e 1992-93 (11). De acordo com o livro, somando todas as competições e amistosos, Valverde entregou 50 gols em 188 partidas, especialmente sob o comando de Jupp Heynckes.
Após perder protagonismo no decorrer da temporada 1995-96, Valverde foi negociado com o Real Mallorca, parando de jogar nessa equipe das Ilhas Baleares.

### Seleções
Valverde recebeu uma primeira oportunidade com a seleção espanhola em 1987, pela equipe olímpica nas eliminatórias do futebol nos Jogos Olímpicos de Verão de 1988. Tal campeonato já não era restrito a jogadores amadores, como se deu até a edição 1984, e ainda não era um torneio basicamente juvenil, fórmula adotada a partir da de 1992; a competição na Coreia do Sul seguiria livre a qualquer futebolista amador, mas permitiria jogadores profissionais de qualquer idade, desde que estes houvessem figurado em no máximo uma só partida da Copa do Mundo FIFA, incluindo-se eliminatórias, e houvessem atuado menos de 90 minutos no jogo em questão. O formato favoreceu sobretudo quem jamais havia jogado a Copa do Mundo.
A revelação do Espanyol, porém, não se saiu bem, em derrota de 2-1 em Budapeste para a Hungria, partida que tornou as chances de classificação dos espanhóis (ainda sem vitórias em três partidas no pré-olímpico) bastante menores; o jornal Mundo Deportivo enfatizou que Valverde perdera duas boas oportunidades para evitar o revés do elenco treinado por Miguel Muñoz. Adiante, a eliminação precoce se confirmaria, sem que o espanyolista recebesse nova chance na seleção olímpica. Em partes, isso se deveu a uma deliberada escolha da comissão técnica em poupar jogadores do Espanyol, gradualmente cada vez mais focado na tentativa de título europeu na temporada 1987-88. Valverde em seguida foi jogar no rival Barcelona, onde não teve o mesmo brilho individual, não conseguindo firmar-se no ciclo da seleção principal para a Copa do Mundo FIFA de 1990.
Sua primeira e única partida pela seleção principal da Espanha se deu em 10 de outubro de 1990, diante do rápido sucesso que Valverde readquiriu como recém-chegado ao Athletic Bilbao. O treinador Luis Suárez o colocou nos 19 minutos finais (no lugar de Carlos) em vitória por 2-1 sobre a Islândia em Sevilha, pelas eliminatórias à Eurocopa 1992. Era a estreia nas eliminatórias e, pelo pouco tempo, Valverde foi avaliado sem nota pelo Mundo Deportivo.
Em meio às seis temporadas no Athletic, Valverde, assimilado entre os bascos, acabou convocado também pelo País Basco, defendendo uma vez o chamado Euskadi. Foi em vitória por 3-1 sobre a Bolívia em 22 de dezembro de 1993, no estádio Anoeta. O técnico José Ángel Iríbar o colocou no minuto 48, substituindo Julen Guerrero, com o placar ainda em 1-1. A seleção basca terminou vencendo de virada uma partida dura.

## Treinador

### Primeiros ciclos por Athletic Bilbao e Espanyol
Como treinador, começou sua carreira no próprio Athletic Bilbao. Em seguida, voltou ao Espanyol, tendo uma temporada 2006-07 memorável: Valverde, tal como quando jogador, voltou a uma final europeia com os pericos, novamente na Liga Europa da UEFA.
Os blanquiazules fizeram campanha invicta no torneio continental e tiveram o artilheiro da competição em Walter Pandiani, mas novamente acabaram vice-campeões nos pênaltis - restando o consolo do Tamudazo, noite em que um empate em 2-2 em dérbi catalão protagonizado por Raúl Tamudo em pleno Camp Nou permitiu que o rival Barcelona perdesse a liderança na  penúltima rodada de La Liga, eventualmente vencida pelo Real Madrid. Ainda com Valverde, o Espanyol teve na temporada seguinte um grande primeiro turno em La Liga, chegando à terceira colocação na 18ª rodada.
Contudo, sem explicações conhecidas, o time logo decaiu a ponto de precisar lutar contra o rebaixamento, contexto que fez o treinador ser substituído por Mauricio Pochettino. Valverde emendou trabalhos por Olympiacos, da Grécia; no Villarreal CF, no lugar de Manuel Pellegrini que foi para o Real Madrid, para a temporada 2009-10; novamente no Olympiacos, onde motivos familiares lhe fizeram abandonar o cargo em maio de 2012; e em dezembro deste mesmo ano, assumiu o comando do Valencia.

### Segundo ciclo no Athletic Bilbao
Valverde tornou a regressar ao Athletic em uma passagem que durou de 2013 a 2017. Nesse período, conseguiu o primeiro título oficial dos Leones desde a temporada 1983-84, com a conquista da Supercopa da Espanha sobre o favorito Barcelona - que chegou a ser derrotado por 4-0 em San Mamés. O fim do jejum de 31 anos rendeu uma comemoração digna de feriado extraoficial no País Basco.
Naquele contexto, Valverde chegou a ser especulado para assumir o Real Madrid, em fevereiro de 2016, em momento no qual o então treinador madridista Zinédine Zidane (então no cargo havia dois meses) vinha sob questionamentos fortes. Permaneceu por mais um ano em Bilbao, em trabalho elogiado como consistente, ainda que em sétimo lugar na temporada 2016-17 (insuficiente para classificar-se aos torneios continentais) e sem brilho aparente.

### Barcelona
O Barcelona acabou sendo o clube seguinte de Valverde, que assinou contrato por duas temporadas, e uma adicional. Na primeira delas, conseguiu estabelecer novo recorde de invencibilidade na competição, sequência que era de 38 rodadas da Real Sociedad. O clube seguia invicto à altura da rodada em que garantiu o título espanhol, algo inédito em 85 anos e logrado com quatro rodadas de antecedência. e também a Copa do Rei, em 5-0 na decisão contra o Sevilla, derrotado também na Supercopa da Espanha.
Na temporada seguinte, o time, ao vencer as seis primeiras rodadas, igualou o melhor início atingido na liga espanhola desde 1960;
gradualmente, chegou-se a novo título espanhol seguido. Contudo, Valverde nunca conseguiria total apreço da torcida, que desaprovava a cisão promovida por ele ao estilo tiki-taka - embora fosse esse o plano deliberado da diretoria ao contrata-lo. Por outro lado, desfrutava de grande apreço interno do plantel, contando com apoio expresso de Lionel Messi e Luis Suárez, inclusive em censuras públicas destes a críticas realizadas a Valverde por diretores blaugranas.
O estilo de jogo criticado e a ausência dos mesmos êxitos na Liga dos Campeões da UEFA, onde o arquirrival Real Madrid vinha de recentes títulos seguidos que aumentavam a pressão por uma reação barcelonista, culminaram na demissão de Valverde ainda em janeiro de 2020. O treinador estava manchado por duas eliminações seguidamente surpreendentes após larga vantagem construída nos jogos de ida (4-1 no Camp Nou sobre a Roma, vencedora por 3-0 na Itália pelas quartas-de-final em 2019; 3-0 na Catalunha sobre o Liverpool, vencedor por 4-0 na Inglaterra nas semifinais de 2020), e então teve como estopim para a saída a eliminação nas semifinais do remodelado formato da Supercopa da Espanha; a medida foi vista como prenunciada e inclusive como tardia.
Com a demissão em pleno desenrolar da temporada, Valverde acabou já não figurando no dérbi catalão que veria o rebaixamento do Espanyol ao fim daquele campeonato de 2019-20, sendo Quique Setién o treinador culé na ocasião. O insucesso do sucessor, visto como herdeiro do estilo apreciado pelos culés mas demitido ao fim de um único semestre, chegou a reavaliar a real medida da culpa de Valverde em contraponto à aparente falha de planejamento institucional do clube.

### Novo ciclo no Athletic Bilbao
Em 25 de junho de 2022, Valverde foi anunciado como técnico do Athletic Bilbao, em uma quarta passagem pelo clube basco. Foi novamente reconhecido, em trabalho marcado na temporada 2023-24 pelo bom ataque em 4-2-3-1 (avaliado entre os cinco mais eficientes de La Liga em gols e em chances criadas) mesclado à força defensiva - com 17 gols sofridos ao longo de 33 partidas, além de quatorze jogos seguidos de invencibilidade, entre outubro de 2023 e janeiro de 2024. Na sequência da temporada, Valverde e o Athletic foram campeões da Copa do Rei, encerrando quarenta anos de jejum do clube nessa competição, na qual os bilbaínos vinham sob amargura também de cinco vice-campeonatos no período.

## Títulos

### Como jogador
Barcelona
- Taça dos Clubes Vencedores de Taças: 1988–89
- Copa do Rei: 1989–90

### Como treinador
Olympiacos
- Campeonato Grego: 2008–09, 2010–11, 2011–12
- Copa da Grécia: 2008–09, 2011–12

Athletic Bilbao
- Supercopa da Espanha: 2015
- Copa do Rei: 2023–24

Barcelona
- Campeonato Espanhol: 2017–18, 2018–19
- Copa do Rei: 2017–18
- Supercopa da Espanha: 2018